# Toy Story 4: Příběh hraček
Toy Story 4: Příběh hraček (v anglickém originále Toy Story 4) je americký animovaný film režiséra Joshe Cooleyho z produkce společnosti Pixar pro Walt Disney Pictures. Je volným pokračováním snímků Toy Story: Příběh hraček, Toy Story 2: Příběh hraček a Toy Story 3: Příběh hraček. Příběh filmu se opět odehrává v kouzelném světě hraček. Hlavní postavy Woodyho a Buzze namluvili opět Tom Hanks a Tim Allen.

## Děj
Děj začíná retrospektivou devět let před hlavním příběhem. Kovboj Woody a jeho přátelé zachraňují Andyho dálkově ovládané autíčko RC před bouří. Poté je Pastýřka se svou lampou a třemi ovečkami darována novému majiteli. Woody zvažuje odejít s ní, ale nakonec se rozhodne zůstat s Andym, protože ví, že je pro něj důležitou hračkou.
O devět let později, poté co dospívající Andy daroval své hračky Bonnie před odchodem na vysokou školu, se Woody snaží přizpůsobit novému životu. Bonnie si s ním moc nehraje a hračky už mají svého vůdce. Když Bonnie nastupuje do školky, Woody se potají dostane v jejím batohu do třídy. Tam jí pomůže vyrobit novou hračku z odpadků – vidličku nazvanou Vidlík. Ta ožije, ale prochází existenciální krizí, protože se považuje za odpad, ne za hračku. Přestože se Vidlík stane Bonnieinou oblíbenou hračkou, neustále se pokouší vyhodit do koše.
Během rodinného výletu v karavanu Vidlík vyskočí z okna a Woody se za ním vydá. Cestou zpět mu vysvětlí, jak je pro Bonnie důležitý, a Vidlík konečně přijme svou roli hračky. Když procházejí kolem starožitnictví, Woody spatří v okně lampu Pastýřky a vejde dovnitř. Tam se setkají s mluvící panenkou Gabby Gabby a jejími pomocníky – břichomluveckými loutkami. Gabby se pokusí získat Woodyho funkční hlasovou jednotku výměnou za svou rozbitou. Woodymu se podaří utéct, ale Vidlík zůstane jako Gabbyin zajatec. Na nedalekém hřišti se Woody znovu setká s Pastýřkou a jejími ovečkami, které se staly "ztracenými hračkami" bez majitelů, společně s jejich novou přítelkyní Giggle McDimples. Souhlasí, že Woodymu pomohou zachránit Vidlíka.
Mezitím se Buzz Rakeťák vydá Woodyho hledat, ale ztratí se na pouti a stane se výherní cenou. Seznámí se s plyšáky Káčetem a Králíkem. Společně najdou Woodyho a Pastýřku, která je zavede ke kaskadérské hračce Duke Caboomovi. Pokusí se zachránit Vidlíka, ale téměř je zabije kočka majitelky obchodu. Hračky odmítnou pokračovat kvůli nebezpečí. Woody, ve snaze být užitečný Bonnie, nechtěně urazí Pastýřku a odchází od ní i Buzze. Zůstane na záchranu Vidlíka sám. Když konfrontuje Gabby, ta vysvětlí, že nechce ublížit a touží po lásce dítěte už více než 60 let. Woody souhlasí s darováním své hlasové jednotky Gabby, ale dítě, které si chtěla získat, ji odmítne.
Woody pošle Vidlíka ke karavanu a přesvědčí Gabby Gabby, aby šla s ním k Bonnie domů. Bo, Caboom a zbytek skupiny se vrátí a pomohou jim utéct. Pastýřka a Woody se usmíří. Jessie přiměje Bonnieiny hračky použít karavan k návratu na pouť. Cestou Gabby spatří ztracené dítě na pouti a odejde ze skupiny, aby ho utěšila, dokud nepřijdou rodiče. Dívka si Gabby Gabby vezme s sebou. Woody váhá opustit Pastýřku znovu. Buzz ho ujistí, že Bonnie to zvládne i bez něj. Woody se emotivně rozloučí se svými přáteli a připojí se k Pastýřce jako "ztracená hračka". O něco později Bonnie vytvoří Vidlíkovi společnici z plastového nože, zatímco "ztracené hračky" cestují s poutí a pomáhají výherním hračkám najít majitele.